# Мінотавразавр
Мінотавразавр — рід птахотазових динозаврів родини Анкілозаврові (Ankylosauridae). На сьогодні рід відомий лише рештками одного виду Minotaurasaurus ramachandrani.

## Назва
Рід названий на честь міфічного мінотавра. Вид названий на честь професора нейрофізіології Каліфорнійського університету Вілаянура Рамачандрана, який придбав череп динозавра в Тусоні, штат Аризона, в трейдера з Японії за 10 000$ задля того, щоб зробити ці викопні рештки доступними науці.

## Опис
Вид відомий тільки по одному черепу. Походження черепа невідоме, можливо, з пустелі Гобі.Деякі палеонтологи стверджують, що ця скам'янілість була вивезена з пустелі Гобі без дозволу китайського уряду і продана без належної дозвільної документації. Вілаянур Рамачандран, який придбав цю скам'янілість, говорить, що він був би радий повернути на батьківщину скам'янілість до відповідної країни, якщо хтось надасть йому докази, що її було експортовано без дозволу.

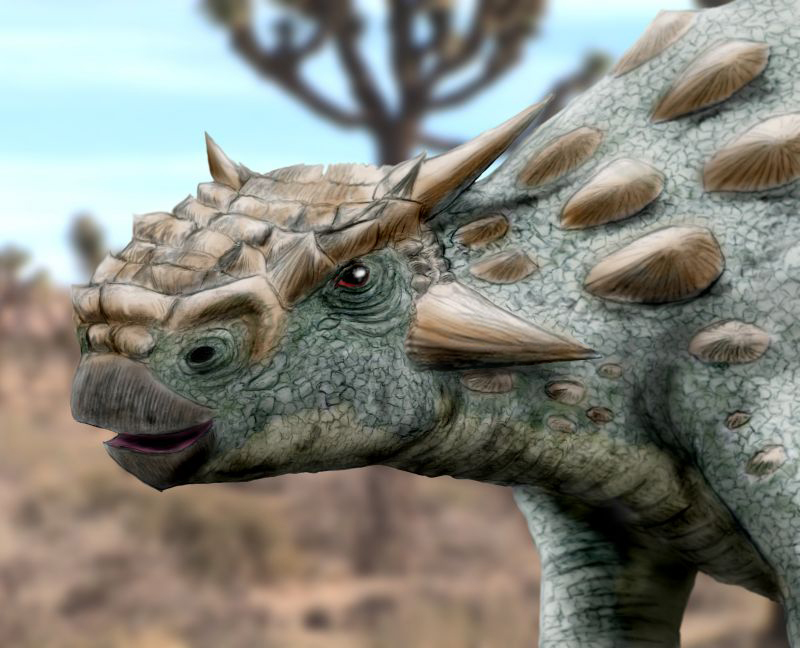
Передбачуваний вид голови Minotaurasaurus ramachandrani.

Череп Minotaurasaurus ramachandrani покривали великі шипоподібні пластини, що зросталися як між собою, так і з кістками черепа.
2014 року були проведені дослідження, після яких науковці дійшли висновку, що Minotaurasaurus ramachandrani, ймовірно є молодшим синонімом Tarchia kielanae